# Evropski komisar za trgovino
Evropski komisar za trgovino je član Evropske komisije, pristojen za področje trgovine in trgovanja. 
V aktualni evropski komisiji je resor najprej vodil komisar je Phil Hogan z Irske, ki je konec avgusta 2020 odstopil. Nasledil ga je podpredsednik Evropske komisije Valdis Dombrovskis.

## Seznam komisarjev
| #  | Ime                                         | Država              | Mandat                             | Predsednik komisije                      |
| -- | ------------------------------------------- | ------------------- | ---------------------------------- | ---------------------------------------- |
| 1  | Jean Rey                                    | Belgija             | 1957–1962 1962–1967                |                                          |
| 2  | Jean-François Deniau                        | Francija            | 1968–1970                          |                                          |
| 3  | Ralf Dahrendorf                             | Zahodna Nemčija     | 1970–1972 1972–1973                |                                          |
| 4  | Christopher Soames                          | Združeno kraljestvo | 1973–1977                          |                                          |
| 5  | Wilhelm Haferkamp                           | Zahodna Nemčija     | 1977–1981 1981–1985                |                                          |
| 6  | Willy De Clercq                             | Belgija             | 1985–1988                          |                                          |
| 7  | Frans Andriessen                            | Nizozemska          | 1989–1992                          |                                          |
| 8  | Leon Brittan                                | Združeno kraljestvo | 1993–1995 1995–1999                |                                          |
| 9  | Pascal Lamy                                 | Francija            | 1999–2004                          | Romano Prodi                             |
| 10 | Danuta Hübner                               | Poljska             | 2004                               | Romano Prodi                             |
| 11 | Peter Mandelson                             | Združeno kraljestvo | 2004–2008                          | José Manuel Durão Barroso (I. komisija)  |
| 12 | Catherine Ashton                            | Združeno kraljestvo | 2008–2009                          | José Manuel Durão Barroso (I. komisija)  |
| 13 | Benita Ferrero-Waldner                      | Avstrija            | 2009–2010                          | José Manuel Durão Barroso (I. komisija)  |
| 14 | Karel De Gucht                              | Belgija             | 2010-2014                          | José Manuel Durão Barroso (II. komisija) |
| 15 | Cecilia Malmström ALDE                      | Švedska             | 1. november 2014-30. november 2019 | Jean-Claude Juncker                      |
| 16 | Phil Hogan Evropska ljudska stranka         | Irska               | 1. december 2019-26. avgust 2020   | Ursula von der Leyen                     |
| 17 | Valdis Dombrovskis Evropska ljudska stranka | Latvija             | 26. avgust 2020-danes              | Ursula von der Leyen                     |